# Tony Menezes
Tony Menezes (Mississauga, 24 novembre 1974) è un ex calciatore canadese, di ruolo difensore.

## Palmarès

### Nazionale
- Gold Cup: 1

2000